# Толстовський
Толсто́вський (рос. Толстовский) — селище у складі Каменського району Алтайського краю, Росія. Адміністративний центр Толстовської сільської ради.

## Населення
Населення — 615 осіб (2010; 837 у 2002).
Національний склад (станом на 2002 рік):
- росіяни — 94 %